# Problepsis craspediata
Problepsis craspediata là một loài bướm đêm trong họ Geometridae.